# ماري جوب إيكلي
ماري جوب إيكلي (بالإنجليزية: Mary Jobe Akeley)‏ (ولدت 29 يناير 1878 – توفيت 19 يناير 1966) هي مستكشفة أمريكية ومؤلفة ومتسلقة جبال ومصورة. قامت برحلات استكشافية في جبال الروكي الكندية وفي الكونغو البلجيكية. عملت في المتحف الأمريكي للتاريخ الطبيعي بتصنيع معروضات لحيوانات محنطة في بيئة طبيعية واقعية. وعملت باسم حماية الحياة البرية، وكانت واحدة من أوائل الدعاة لخلق محميات الصيد. كما أسست معسكر كامب ميستيك، وهو معسكر في الهواء الطلق للفتيات.

## سيرة حياتها

### حياتها المبكرة
اسمها قبل الزواج ماري لينور جوب، ولدت في 29 يناير 1878 في تابان بمقاطعة هاريسون بولاية أوهايو؛ وقد غُمرت المدينة تحت بحيرة تابان عام 1938. (رغم أن العديد من المصادر المطبوعة، بما في ذلك شهادة وفاتها، تذكر سنة ميلاد إيكلي في عام 1888، يؤكد الإحصاء الرسمي لعام 1880 والسجلات في أرشيف كلية برين ماور تاريخ 1878) كلا والديها من أصل إنجليزي؛ كان والدها من المحاربين القدامى في الحرب الأهلية الأمريكية. التحقت جوب بكلية سيو في الفترة 1893-1897، وتخرجت بدرجة البكالوريوس، وبعد ذلك عملت كمدرسة للمرحلة الابتدائية والثانوية في مدينة يوهريتشسفيل بولاية أوهايو. ثم بدأت الدراسة في كلية برين ماور عام 1901 واستمرت حتى 1903 أثناء تدريسها في جامعة تمبل (1902 حتى 1903). درّست التاريخ والتربية المدنية في معهد إعداد المدرسين في كورتلاند، نيويورك منذ 1903 حتى 1906، ثم درّست التاريخ في كلية إعداد المدرسين في مدينة نيويورك (كلية هانتر حاليًا) منذ عام 1906 حتى 1916. تحصّلت على درجة الماجستير في التاريخ واللغة الإنجليزية من جامعة كولومبيا عام 1909.
خلال فترة دراستها في برين ماور، أُتيحت لها أول فرصة للانضمام إلى بعثة علمية لتنضم بذلك إلى بعثة نباتية إلى جبال سيلكيرك في كولومبيا البريطانية. كانت أولى البعثات العديدة التي قامت بها إلى جبال كولومبيا البريطانية.

### التصوير
بدأت إيكلي أعمالها الفوتوغرافية في جبال روكي الكندية في رحلة استكشافية عام 1909 بقيادة هيرشيل سي. باركر بهدف المسح الطبوغرافي الكندي. نتائج عملها الأولى محفوظة على شرائح الفانوس الملونة يدويًا التي استخدمتها عند إلقاء المحاضرات عن رحلاتها. وثقت أعمالها الإثنوغرافية الشعوب وعاداتهم متضمنةً الأشياء الخاصة بالاحتفالات. ركز عملها في أفريقيا على الحيوانات البرية وبيئتها. وفي رحلة 1926 إلى الكونغو، كان زوجها كارل في خضمّ عملية تحضير مشهد غوريلا للمتحف الأمريكي للتاريخ الطبيعي. توفيّ كارل قبل أن يتمّ البحث للمعرض، لذلك استعملت ماري صوره المرجعية كي تتعرف على البقعة المحددة التي كان يحاول أن يعيد تشكيلها، وأخذت مئات الصور لذلك المشهد ولأنواع النباتات الفردية والمشهد العام الأكبر على حدّ سواء. جمعت أيضًا عينات من النباتات.  قامت برحلة جانبية إلى بحيرة هانينغتون في كينيا لتصوير طيور الفلامينغو. استُخدمت صورها في قاعة إيكلي الأفريقية التابعة للمتحف الأمريكي للتاريخ الطبيعي.
نجت أكثر من 2000 شريحة فانوس خاصة بإكيلي. تُحفظ حصيلة أعمالها الفوتوغرافية في المتحف الأمريكي للتاريخ الطبيعي والجمعية التاريخية لنهر الميستك. تصف كاتبة السير الذاتية داون-ستار كراوثر أعمال إيكلي بأنها تمثل فترة مهمة للنساء، وتكشف لنا بأن إيكلي «قد حسمت لنفسها معضلة العديد من النساء اللائي كنّ يناضلن من أجل التخلص من عقائد العصر الفيكتوري وإيجاد سبل ذات معنى للتعبير عن أنفسهن»، واصفةً أسلوب إيكلي للتصوير الفوتوغرافي بأنه «صريح ... مباشر وقوي» بالإضافة لكونه «مستقر ومتوازن» ويوثق الأشخاص والأماكن التي صادفتها في رحلتها الاستكشافية.

## وصلات خارجية
- ماري جوب إيكلي على موقع الموسوعة البريطانية (الإنجليزية)
- ماري جوب إيكلي على موقع فايند أغريف